# Flagellaria guineensis
Flagellaria guineensis är en gräsväxtart som beskrevs av Heinrich Christian Friedrich Schumacher. Flagellaria guineensis ingår i släktet Flagellaria och familjen Flagellariaceae. Inga underarter finns listade i Catalogue of Life.